# 1759
Évszázadok: 17. század – 18. század – 19. század
Évtizedek: 1700-as évek – 1710-es évek – 1720-as évek – 1730-as évek – 1740-es évek – 1750-es évek – 1760-as évek – 1770-es évek – 1780-as évek – 1790-es évek – 1800-as évek
Évek: 1754 – 1755 – 1756 – 1757 –  1758 – 1759 – 1760 – 1761 – 1762 – 1763 – 1764

## Események

### Határozott dátumú események
- január 15. – Megnyitja kapuit a British Museum.[1]
- augusztus 12. – A kunersdorfi csatában az osztrák-orosz seregek súlyos vereséget mérnek II. Frigyes porosz király csapataira.[2]
- december 31. – Arthur Guinness megalapítja Dublinban a Guinness sörfőzdét.[3][4]

### Határozatlan dátumú események
- Miskolc első térképe ebből az évből maradt fenn.

## Születések
- január 25. – Robert Burns, skót költő, dalszerző († 1796)
- április 27. – Mary Wollstonecraft,  brit író, filozófus és feminista (†† 1797)
- május 21. – Joseph Fouché, francia politikus, jakobinus nemzetgyűlési képviselő, a direktórium, a konzulátus, a napóleoni császárság és a restaurált Bourbon királyság alatt rendőrminiszter († 1820)
- május 24. – Wilhelm Friedrich Ernst Bach, német zeneszerző († 1845)
- július 21. – Ernszt Ernő, piarista rendi pap, tanár († 1811)
- szeptember 21. – Bíró Márton, minorita rendi pap († 1823)
- október 25. – Württembergi Marija Fjodorovna, orosz cárné, I. Pál második felesége († 1831)
- október 27. – Kazinczy Ferenc, a nyelvújítás vezéralakja († 1831)
- október 28. – Georges Jacques Danton, a francia forradalom egyik kimagasló alakja († 1794)
- november 10. – Friedrich Schiller, német író († 1805)
- december 3. – François Hanriot, a nagy francia forradalom alatt a sans-culotte-ok egyik vezéralakja († 1794)

## Halálozások
- február 27. – Jacob Theodor Klein, porosz jogász, történész, botanikus, matematikus és diplomata (*  1685)
- április 14. – Georg Friedrich Händel, német származású angol zeneszerző (*  1685)
- május 12. – Lambert-Sigisbert Adam, francia szobrász (*  1700)
- július 27. – Pierre Louis Moreau de Maupertuis, francia matematikus, filozófus (*  1698)
- július 29. – Bethlen Kata, író (*  1700)
- augusztus 8. – Carl Heinrich Graun, német barokk zeneszerző, korának jelentős és népszerű operaszerzője (*  1704)